# Darko Kraljić
Darko Kraljić (Zagreb, 18. veljače 1920. — Beograd, 16. srpnja 1998.) bio je jugoslavenski skladatelj.

## Životopis
Darko Kraljić se smatra pionirom jugoslavenske zabavne glazbe. Rođen u srpskoj obitelji u Zagrebu, po izbijanju Drugog svjetskog rata, seli u Beograd. Još kao maturant skladao je "Zašto si pospan, Čo?" skladba koja brzo postaje jedan od najvećih domaćih šlagera tog vremena. Tijekom karijere je napisao glazbu za 50 filmova, od kojih su 32 igrana.
Također je skladao glazbu za prvi srpski crtani film Zvonimira Majdaka, ali i za prvi domaći film koji nije govorio o ratu, a koji je doživeo nezapamćenu popularnost: "Ljubav i moda". Slijedili su filmovi "Zvižduk u osam", "Čudna Devojka" itd 1958. na prvi Opatijski festival Darko šalje pjesmu "Mala tema iz Srema" (Hej, momci mladi...) koju je žiri odbio. Ovu pjesmu snima Vokalni kvartet Predraga Ivanovića.
Poslije toga Darko Kraljić nije sudjelovao na festivalima, sve dok Slađana Milošević nije prijavila njegovu pjesmu "Bez nade" na MESAM ’87. Potom su njih dvoje objavili LP "Slađana i Darko" s jazz baladama, a o Slađani je govorio kao o "zvuku koji je 50 godina tražio".
"Zašto si pospan, Čo", "Adio", "Dve kišne noći u septembru", "Kišobran za dvoje", "Oprosti" (što ti stvaram jad), "Ljubavna pesma" (Da li znaš šta je čežnja), "San ili život", "Plavetna", "Mala tema iz Srema", "Devojko mala", "Ljubav i moda", "Čamac na Tisi", "Somborske ruže", "Zvižduk u osam", "Marike", "Posle mene" – neke su od skladbi Darka Kraljića.

## Vanjske poveznice
- Darko Kraljić na imdb.com